# Ayr Rugby Football Club
Maillots
Dernière mise à jour : 6 octobre 2022.
Ayr RFC  est un club de rugby écossais basé dans la ville d’Ayr, dans le sud-ouest de l’Écosse qui évolue en Championnat d'Écosse, l'élite du rugby écossais, ainsi qu'en Super Series (en) sous le nom d'Ayrshire Bulls. Depuis 1964, il joue à Millbrae, dans le village d’Alloway, où naquit le célèbre poète écossais Robert Burns. 

## Histoire
Le club a toujours accueilli un grand nombre d’anciens élèves de la Ayr Academy, même s’il n’est pas un club d’anciens élèves à proprement parler. Il commence à faire parler de lui à la fin des années 1960 et se trouve placé en Division 2 lors de la création du championnat en 1973. Après une relégation, il remporte le championnat de troisième division, puis celui de deuxième division deux années de suite et s’installe en première division en 1985 pour plusieurs saisons. Après une nouvelle redescente, Ayr retrouve sa place dans l’élite en 2003. Le club est alors accusé de dépenser beaucoup d'argent pour recruter des joueurs, et s'attire le sobriquet peu flatteur de « quatrième équipe pro d'Écosse » (derrière les trois franchises professionnelles). Cette politique porte ses fruits avec le premier titre de champion d'Écosse glané en 2009.
En 2019, le club rejoint le nouveau championnat professionnel écossais nommé Super 6 (en), sous le nom d'Ayrshire Bulls,.

## Palmarès
- Championnat d'Écosse : 2009, 2013, 2017 et 2019
- Champion de Troisième Division : 1983
- Champion de Deuxième Division : 1984
- Coupe d'Écosse : 2010 (contre Melrose), 2011, 2013 et 2019
- Glasgow Cup: 1968 (contre West of Scotland)
- Finaliste: 1967 (contre Glasgow HSFP)

## Joueurs célèbres
- Jock McClure
- Ian McLauchlan
- Stephen Munro
- Mark Bennett
- Finn Russell